# Hội chứng sợ bị chạm
(Hội chứng sợ bị chạm) Haphephobia (còn được biết đến dưới tên aphephobia, haphophobia, hapnophobia, haptephobia, haptophobia,  thixophobia ) là một trong những chứng ám ảnh chuyên biệt hiếm gặp liên quan đến nỗi sợ hãi khi chạm hay bị chạm vào. Điều này thường liên quan đến nỗi sợ bị tấn công tình dục. Michell Dorais báo cáo rằng nhiều người từng là nạn nhân của lạm dụng tình dục có nỗi sợ bị chạm vào, dẫn lời một nạn nhân mô tả việc bị chạm vào như một thứ gì đó "cháy như lửa", khiến anh ta bị tê cứng hoặc bị kích động.

## Triệu chứng
Cũng như các nỗi ám ảnh và tình trạng lo lắng khác, chứng sợ bị chạm có thể đi kèm với các triệu chứng lo âu hay các chứng liên quan tới căng thẳng, có sự khác nhau trải đều giữa những người mắc phải nó. Một danh sách không đầy đủ các triệu chứng có khả năng xảy ra mà những người mắc chứng sợ bị chạm có thể mắc phải bao gồm:
- Đau ngực
- Cảm giác nghẹt thở
- Cảm lạnh hoặc bốc hỏa
- Tách biệt nhân cách
- Chóng mặt
- Sợ chết
- Sợ mất kiểm soát
- Cảm giác bị mắc kẹt
- Đánh trống ngực
- Tăng thông khí
- Buồn nôn
- Cảm giác nguy hiểm sắp xảy ra
- Đổ mồ hôi
- Cảm giác ngứa ran
- Run sợ
- Phong ngứa

## Điều trị
Có nhiều phương pháp trị liệu để giúp người người mắc phải chứng này vượt qua nỗi ám ảnh. Như:
- Liệu pháp tâm lý:
  - Liệu pháp hành vi nhận thức
  - Liệu pháp tiếp xúc
  - Liệu pháp tiếp xúc bằng thực tế ảo
- Thuốc:
  - Thuốc chống suy nhược
  - Thuốc chẹn beta